# Trave, Smolean
Trave (în bulgară Траве) este un sat în comuna Banite, regiunea Smolean,  Bulgaria. 

## Demografie
Componența etnică a satului Trave
     Nicio identificare (50%)
     Bulgari (50%)
     Altele (0%)
La recensământul din 2011, populația satului Trave era de 44 locuitori. Nu există o etnie majoritară, locuitorii fiind  și bulgari (50%). Pentru 50% din locuitori nu este cunoscută apartenența etnică.